# Pathé-Baby

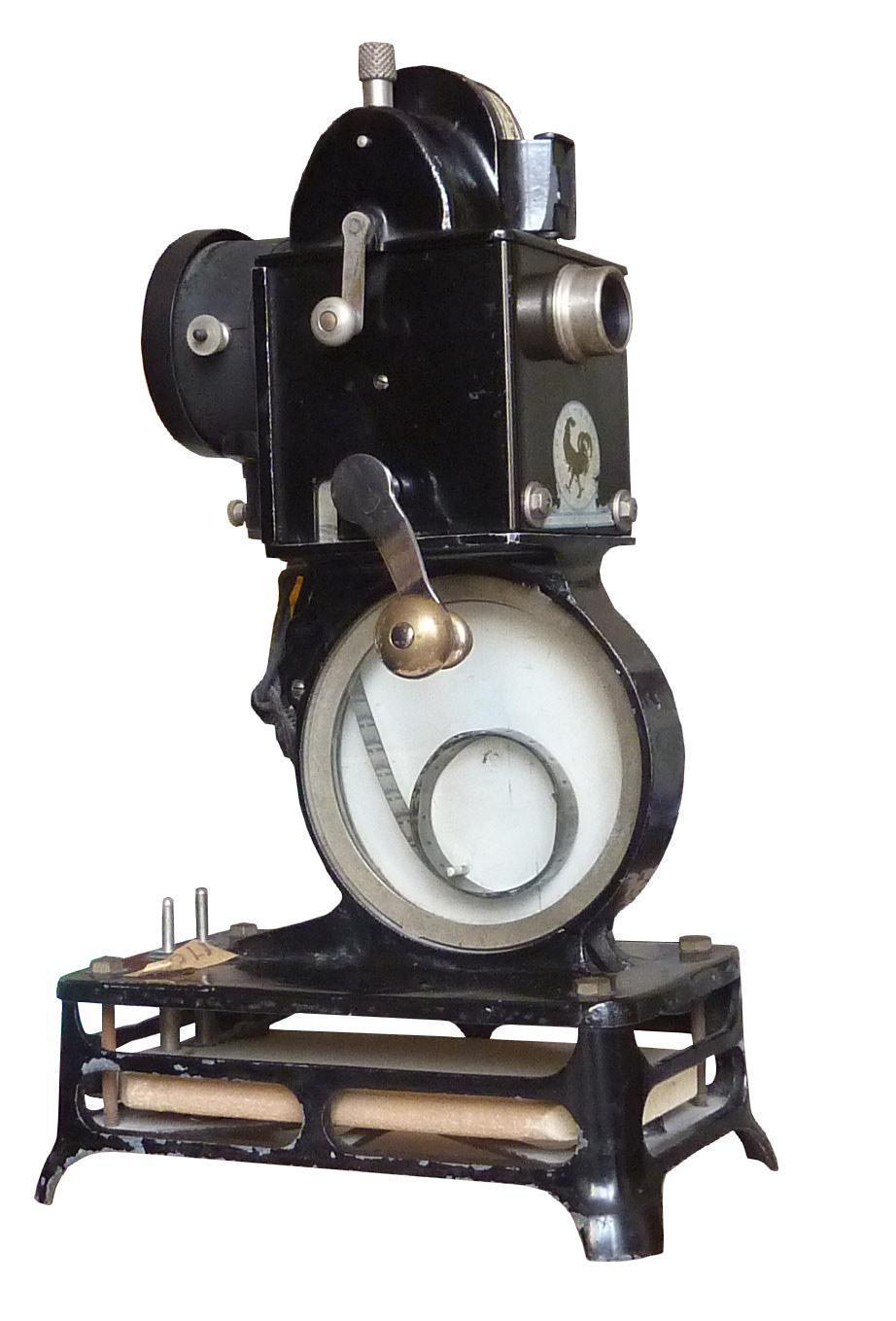
Un projecteur Pathé-Baby type B de 1924.

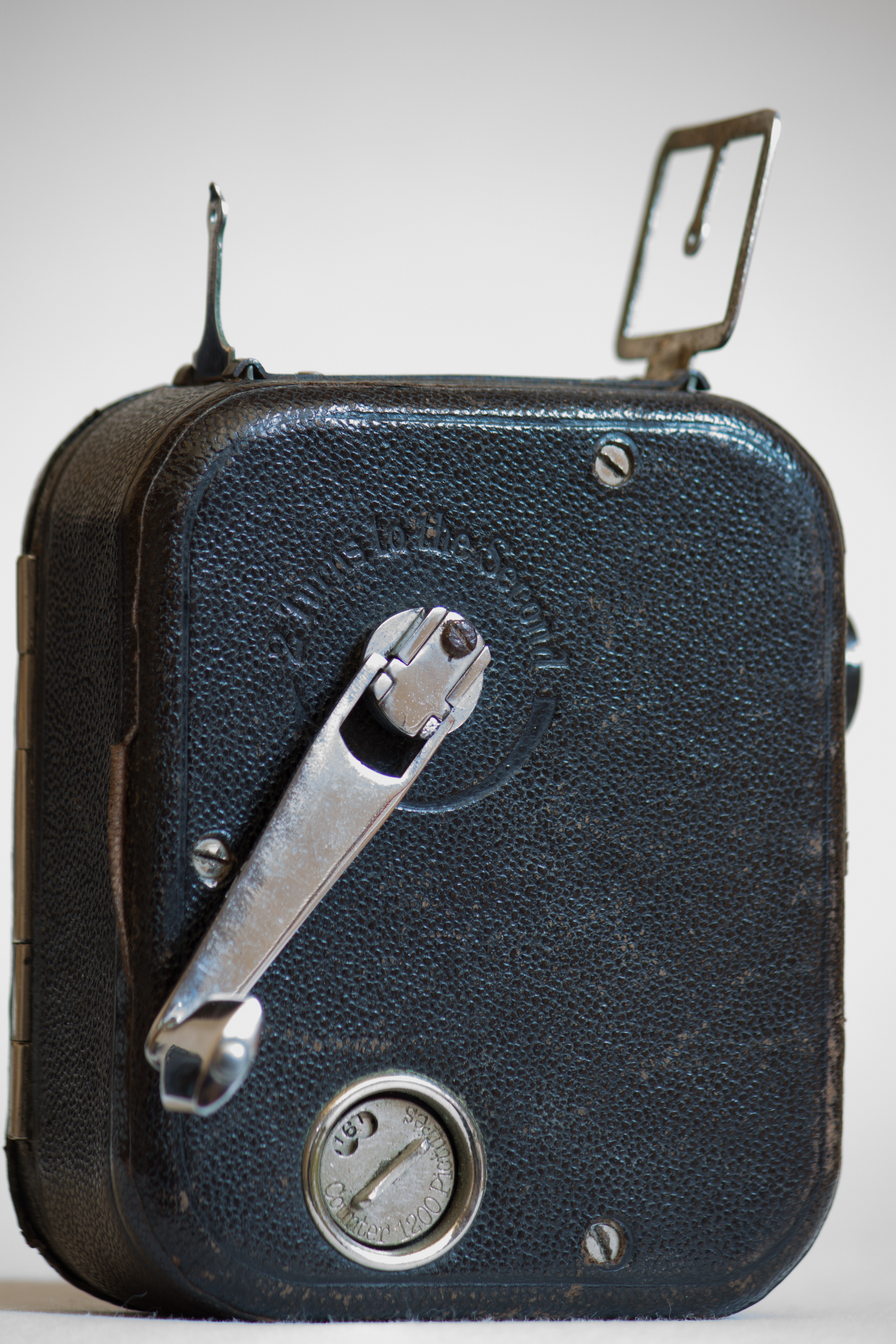
Une caméra à manivelle Pathé-Baby, 1923.

Pathé-Baby est le nom donné par Charles Pathé à un système de cinéma amateur grand public lancé en 1922 et utilisant un film de 9,5 mm de largeur à perforations centrales, plus petit format existant à l'époque. Le Pathé-Baby fut d'abord un petit projecteur à manivelle capable de projeter des films courts conditionnés dans une cartouche métallique, appelée souvent "carter", qui contenait moins d’une dizaine de mètres de pellicule ininflammable.

## Historique
Pour vendre et diffuser les films tournés dans ses studios, Pathé demande à la société Continsouza de concevoir un projecteur familial économique et facile à utiliser ; il s'agit de projeter des versions très raccourcies de ses films d’édition. Pour Noël 1922, plusieurs milliers de projecteurs Pathé-Baby sont mis sur le marché accompagnés d’un catalogue important de 192 titres extraits de la cinémathèque Pathé. Chaque film, en cartouche métallique (ou carter), ne mesure que 8,5 m de long. Face au succès et à la demande, une caméra de prise de vue sera fabriquée, également par la société Continsouza, et mise sur le marché en 1923.
En Angleterre, le Baby est lancé à peu près à la même époque sous le nom de Pathescope. Aux Etats-Unis, c'est le nom Pathex qui est choisi.
En 1924, la Société française du Pathé-Baby est créée, distincte de Pathé Cinéma et dirigée d'abord par Jacques Pathé, puis par Roger Pathé, neveux de Charles Pathé. Tous les matériels seront conçus et fabriqués par la société Continsouza jusqu'à ce que le format 9,5 mm soit adopté par d'autres constructeurs français et étrangers.
Sous ce nom générique de « Pathé-Baby », la société diffusera toute une gamme de caméras et de projecteurs jusqu'en 1946. C'est d'ailleurs à cette époque que sort une caméra haut de gamme, la Webo M, qui sera d'abord commercialisée en format 9,5 mm pour être ensuite déclinée en format 16 mm puis Super 8.
Jean-Pierre Melville a confié dans plusieurs reportages que c'est le projecteur Pathé-Baby et sa caméra qui l'ont amené à faire du cinéma dès l'âge de six ans. Il a tourné son premier film dans son appartement en janvier 1924, avec la caméra qu'il avait eue au Noël précédent. Jacques Demy a lui aussi acheté une caméra Pathé-Baby à l'âge de 13 ans, à Nantes, dans le passage Pommeraye.

## Particularités et caractéristiques techniques du Pathé-Baby
- Mécanisme d'avancement saccadé :

Fonctionnement du mécanisme des frères Lumière.

Le mécanisme interne conçu par Continsouza et qui assurait l'avancement intermittent du film est très proche du système Lumière (image ci-contre à gauche), sauf que le film 9,5 mm ne comporte qu'une seule rangée de perforations centrales.
Expliquons son fonctionnement pour le premier modèle de Pathé-Baby (à une seule griffe) : Une came tourne à l'intérieur d'un cadre carré, ce qui assure un mouvement vertical alternatif. La griffe est liée à ce cadre pour ce qui est de son mouvement vertical. Au point mort haut précédant l’alternance descendante du cadre, une rampe en tôle enfonce vers l'avant la griffe qui pénètre alors dans la perforation du film et entraîne ce film vers le bas de la hauteur d'une image. Ceci fait, la rampe en tôle libère la griffe qui sort de la perforation et peut donc remonter à la hauteur de la  perforation suivante.
Pour les modèles suivant, ce dispositif à griffe unique fut remplacé par un dispositif à double griffes (une griffe au-dessus de l'autre).
- Dispositif d'arrêt sur image : Une des grandes particularités du Pathé-Baby est le dispositif d'arrêt sur image qui arrêtait l'avancement du film 9,5 mm pour la lecture d'un carton explicatif[6] ou d'un carton de dialogue. Légèrement avant le photogramme de ce carton, le film comportait sur un de ses côtés une petite encoche (image ci-contre[7]) dans laquelle tombait alors un palpeur (le brevet nomme cette pièce "molette") qui arrêtait l'avancement du film ; le photogramme comportant ledit carton était alors projeté comme une diapositive fixe pendant sept tours de manivelle, le temps que le public les lise. À raison de 2 tours de manivelle par seconde, ce temps de lecture était donc de 3,5 secondes pour une encoche ; il était déterminé automatiquement à l'intérieur du projecteur par un ingénieux système qui comptait les sept tours de manivelle[8].

Grâce à ce dispositif d'arrêt sur image, les documentaires didactiques pouvaient économiquement comporter beaucoup de texte et donc faire l'objet d'un séance de projection plus longue. Évidemment, un tel dispositif d'arrêt sur image ne pouvait se concevoir que parce que la lampe de projection avait une puissance très faible, sinon son flux thermique aurait fait brûler le film. Le système des encoches a été abandonné après quelques années, ce qui a permis de proposer des projecteurs plus lumineux.

## Galerie

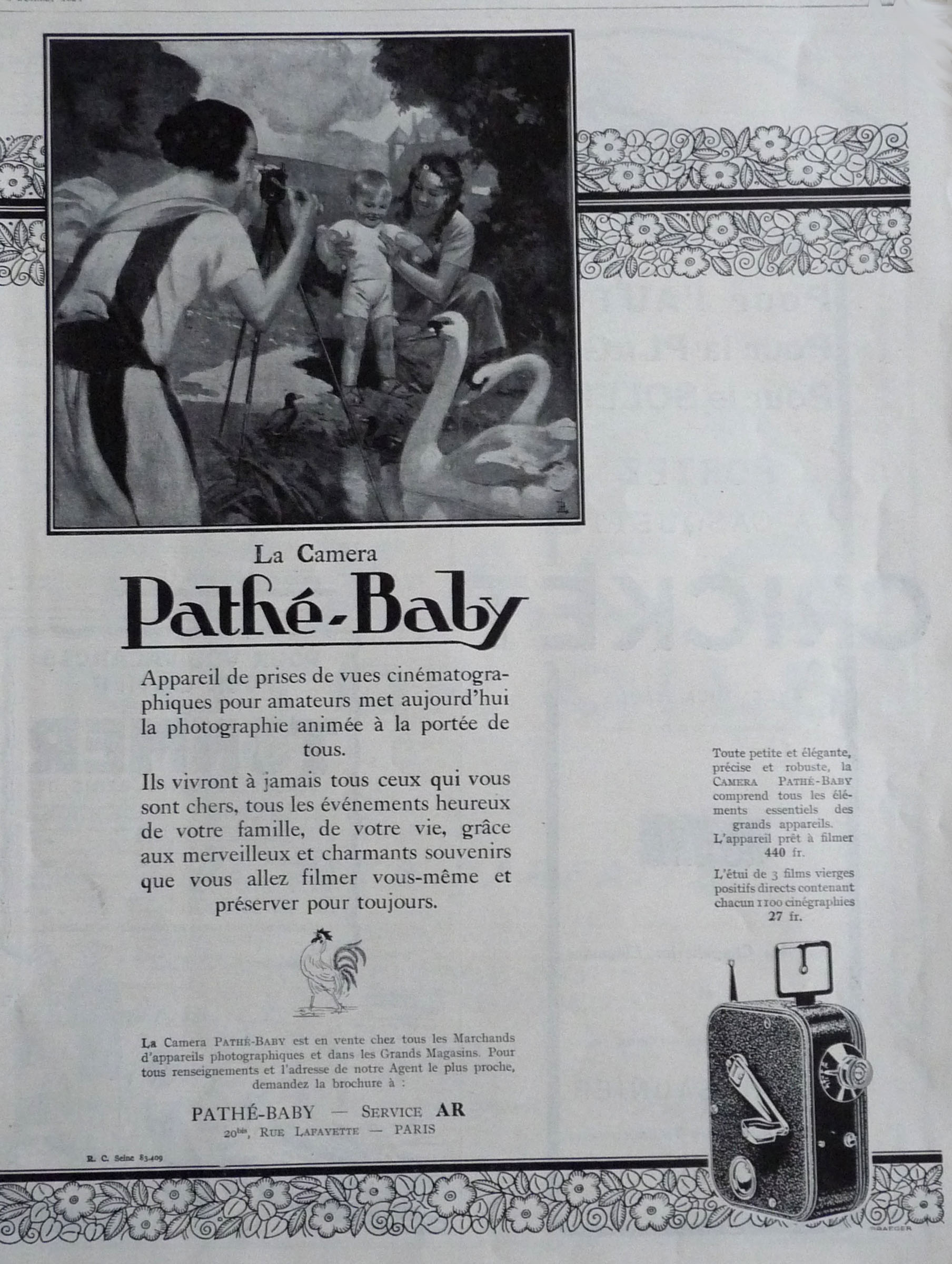
Publicité pour la caméra Pathé-Baby en 1924.
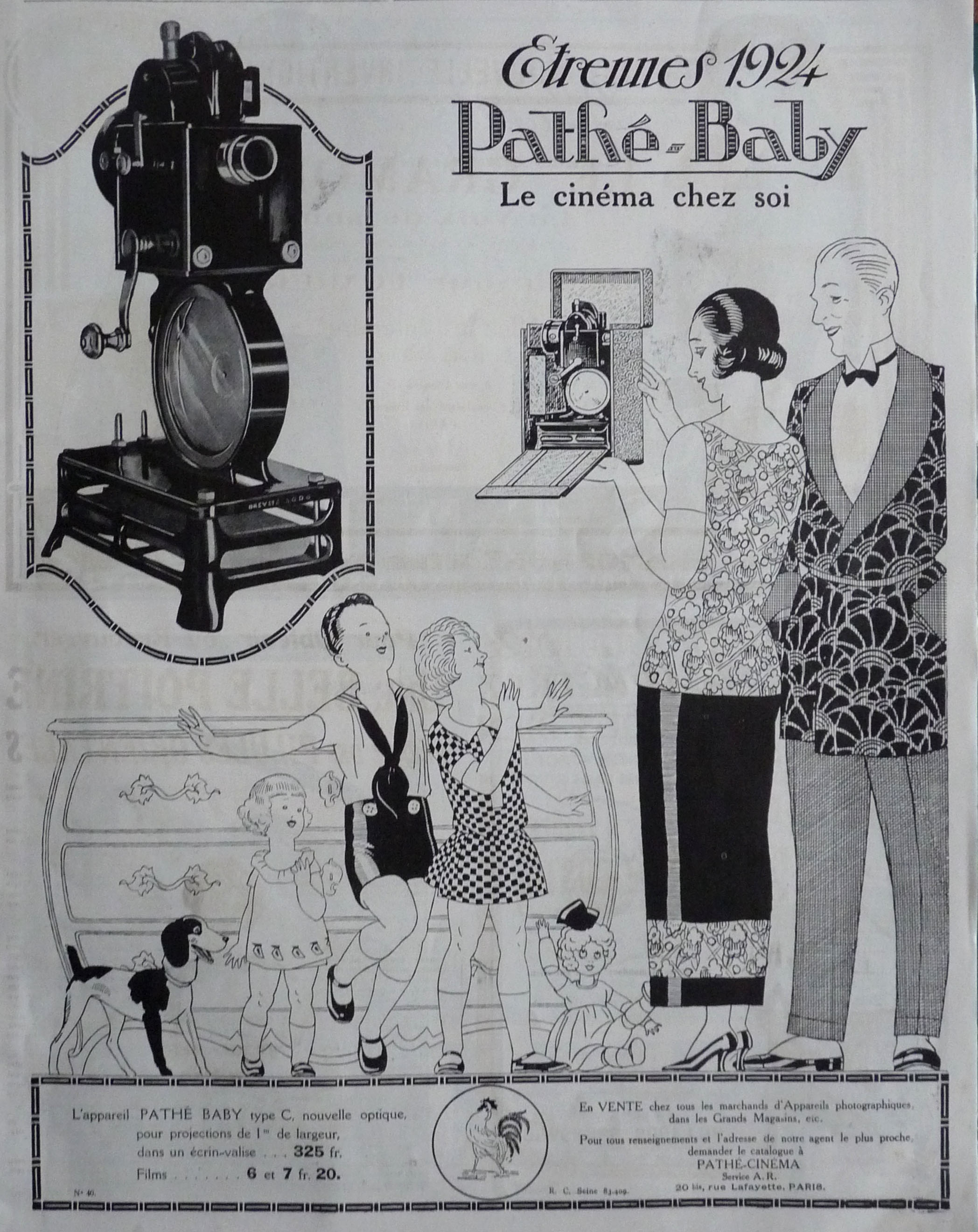
Publicité pour le projecteur Pathé-Baby en 1923.
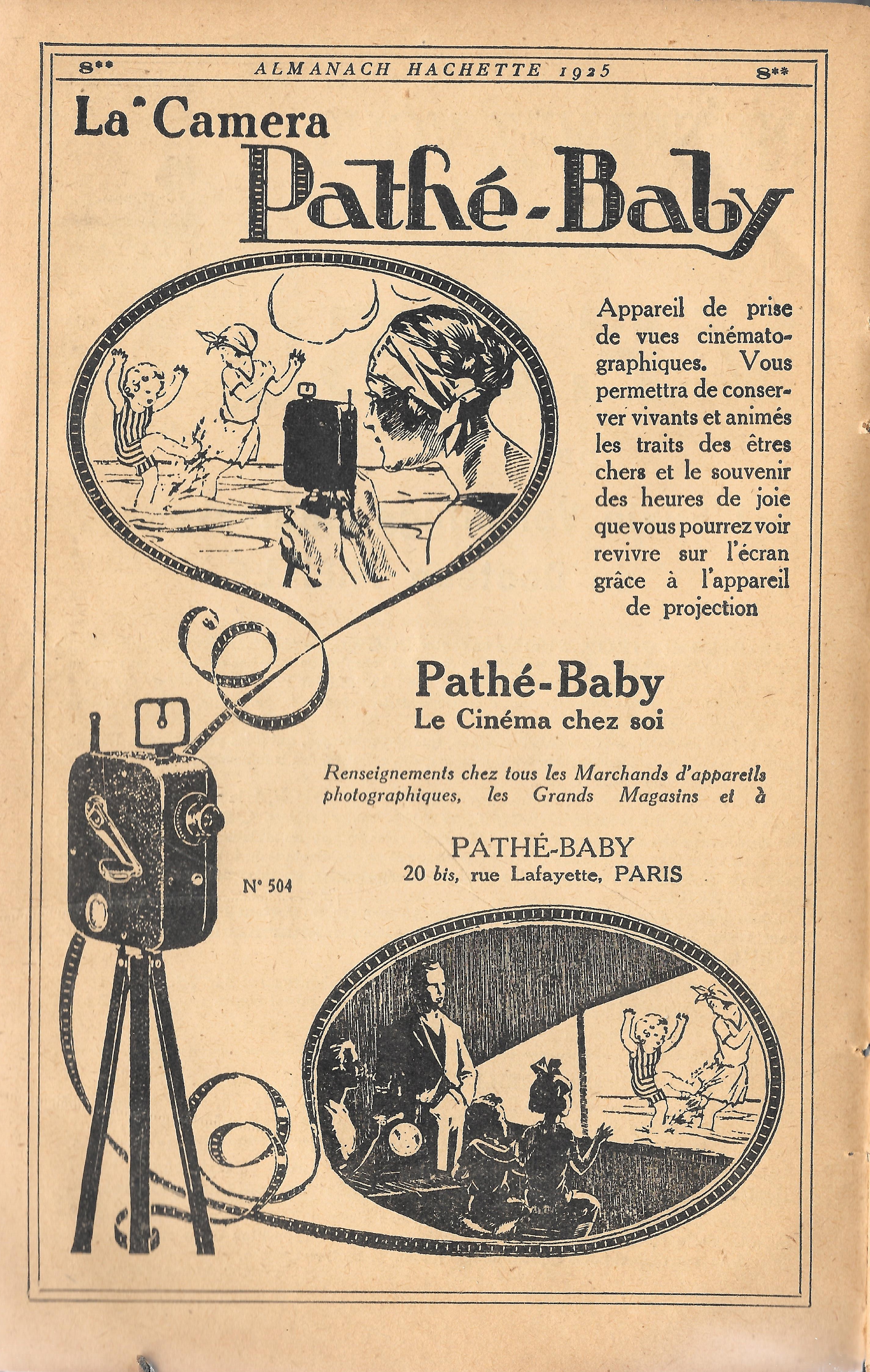
Publicité pour le projecteur Pathé-Baby en 1925.
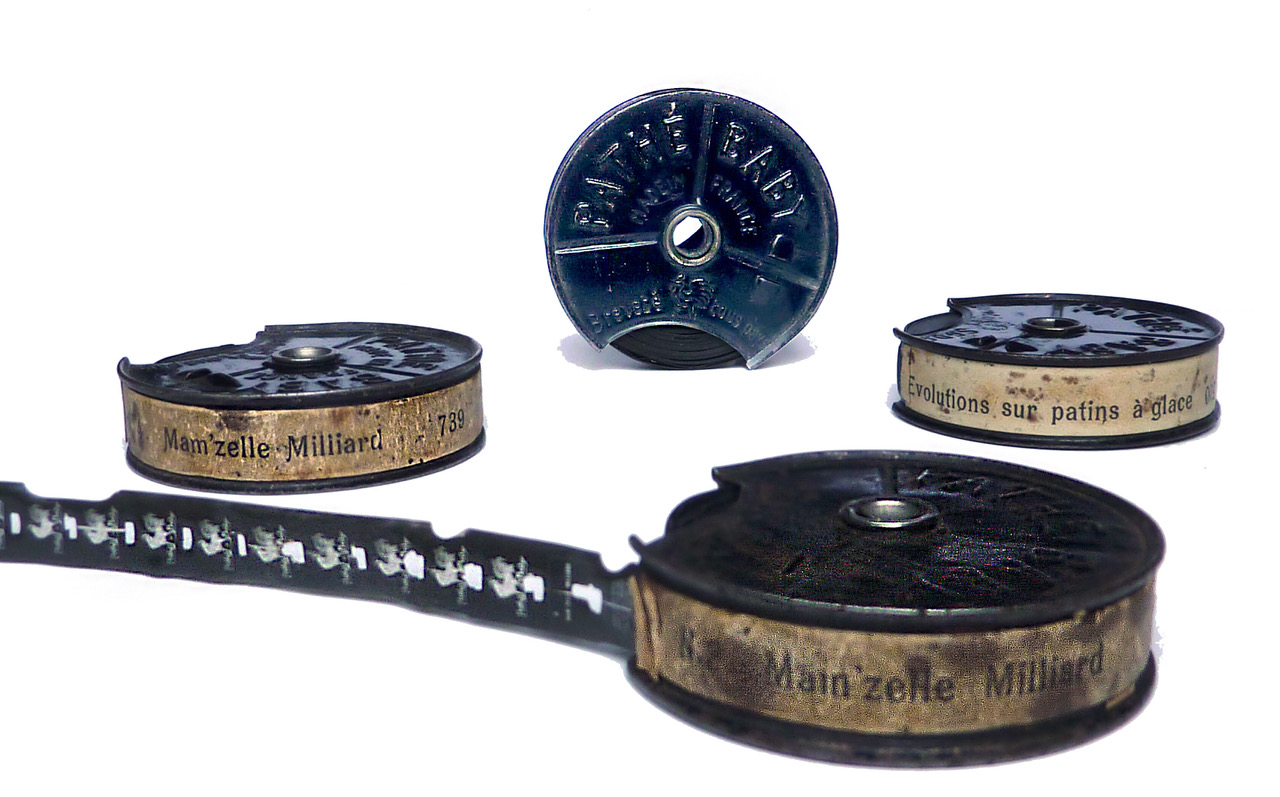
Quelques films du catalogue Pathé-Baby

## Catalogues

### 1920 Films en anglais (consulté le 15/06/2017)
https://f.hypotheses.org/wp-content/blogs.dir/445/files/2014/07/1925 Accessoires en Français (consulté le 15/06/2017) descript

### 1925 Accessoires en français (consulté le 15/06/2017)
http://cinematographes.free.fr/pathe-baby-catalogue-1925.html

### 1930 Films en français
1930 "Les Films de la Cinémathèque PATHÉ-BABY". plus de 1200 films référencés, avec de petites illustrations
Genres : comédies, tragédies, reconstitutions historiques, sciences, voyages, culture physique...18 cm x 12,5 cm ; 376 Pages